# Sarah Boréo
Sarah Boréo est une actrice, auteure et chanteuse française.
Elle a été découverte et lancée par Jacques Canetti dans les années 1980. Elle consacre des spectacles à Jacques Prévert comme La Femme acéphale, produit par Jacques Canetti.

## Filmographie
- 1972 : Rosa, je t'aime[3]
- 1980 : Les Dames de cœur (série télévisée)
- 2004 : Le Cou de la girafe : Renée

## Discographie
- Les Yeux suspendus ou Cantique pour un cœur de verre[4]
- Kama sutra, Productions Jacques Canetti
- Boris Vian : La Fête à Boris - 100 chansons[5],[6]